# Mikroekonomia

Krzywe podaży (S) i popytu (D)

Mikroekonomia – dziedzina ekonomii zajmująca się badaniem wyborów ludzkich w warunkach rzadkości dóbr, w tym w szczególności badaniem zachowań indywidualnych konsumentów i przedsiębiorców oraz interakcji między tymi zachowaniami na poszczególnych rynkach. Jest to nauka zajmująca się szczegółową analizą podejmowanych przez jednostki decyzji dotyczących produkcji oraz wymiany (zakupu i sprzedaży) dóbr.
Główną dziedziną mikroekonomii jest teoria rynku, analizująca zależności pomiędzy popytem i podażą oraz problem równowagi na poszczególnych rynkach: dóbr materialnych, usług oraz czynników produkcji. W tym kontekście zajmuje się ona także problematyką optymalizacji wyborów producentów (dotyczących rozmiarów i struktury produkcji oraz metod wytwarzania) i konsumentów (w odniesieniu do rozmiarów i struktury konsumpcji).
W badaniach mikroekonomicznych gospodarkę danego kraju lub regionu traktuje się jako zbiór podmiotów i interakcji między nimi, nie zaś jako jednolity organizm. Dla współczesnej mikroekonomii typowe jest modelowanie matematyczne, które prowadzi do formułowania hipotez dotyczących zachowań podmiotów ekonomicznych (np. konsumentów czy przedsiębiorstw). Hipotezy te są następnie testowane przy pomocy metod statystycznych (ekonometrycznych).